# Océano FM (Uruguay)

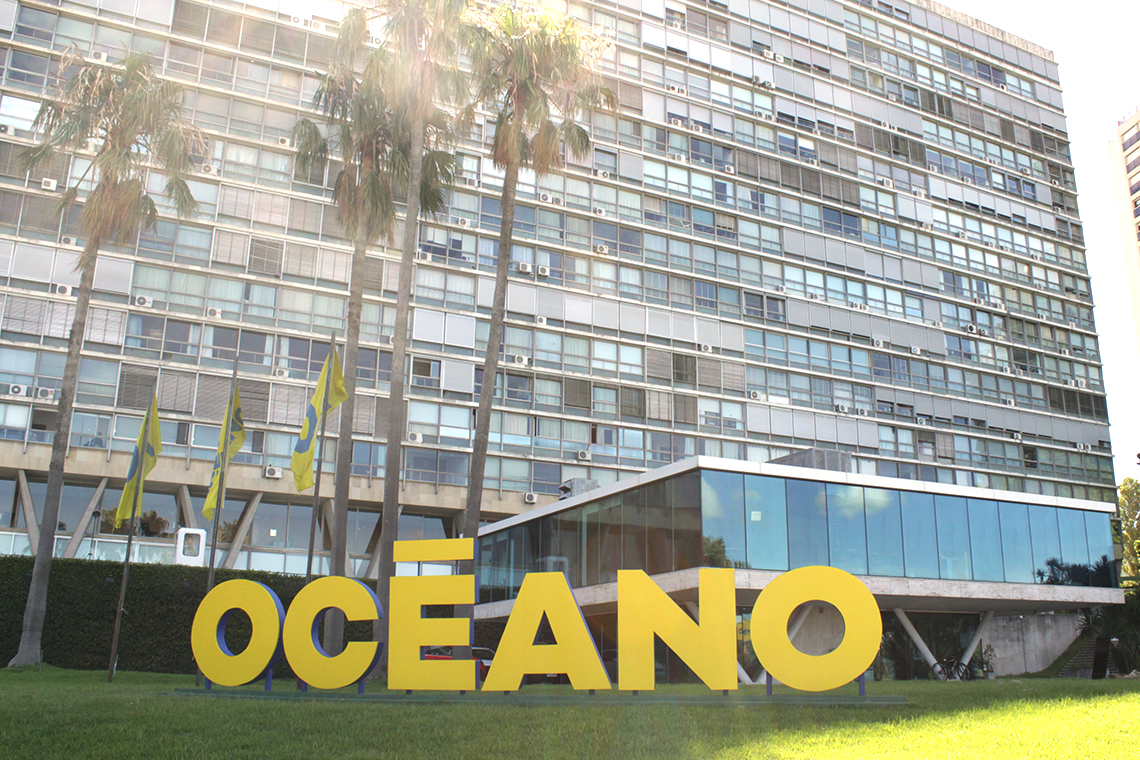
Estudio de Océano FM y el edificio Panamericano

Océano FM es una emisora radial de frecuencia modulada (FM) instalada en el barrio Buceo, más precisamente frente al Puerto homónimo,en Montevideo, capital de Uruguay.

## Historia
La Emisora del Palacio fue creada en 1962, siendo la segunda emisora de frecuencia modulada del país. La fundaron los hermanos Gioscia, también propietarios del sello discográfico Orfeo y del Palacio de la Música (donde se ubicaban los primeros estudios de la emisora). Originalmente difundía música de fondo de la Muzak Corporation, y alquilaba aparatos receptores a oficinas y comercios. Posteriormente, la radio agregó segmentos de canto popular, murga y rock entre otros géneros. En 1985 comenzó a emitir el programa periodístico En Perspectiva, de Claudio Paolillo y Emiliano Cotelo. El programa humorístico Malos pensamientos de Orlando Petinatti debutó en 1991.
En 1992, la emisora es adquirida por la Compañía Uruguaya de Publicidad y recibe la denominación de Océano FM. La programación incorporó una serie de programas periodísticos y humorísticos, contando entre sus conductores a Orlando Petinatti (1995-2003), Joel Rosenberg, Carlos Tanco (con su personaje Darwin Desbocatti), Mariano López, Pablo Fabregat, Jorge Piñeyrúa, Rafa Cotelo, Rafa Villanueva, Gonzalo Cammarota, Salvador Banchero, Ignacio Alcuri y Leo Lagos.
Posteriormente sus estudios se trasladan hacia la Rambla de Montevideo, específicamente la Rambla Armenia en un edificio que originalmente fue utilizado como  estudio del arquitecto Raúl Sichero, proyectista del Edificio Panamericano. Dicha edificación albergo en los años sesenta al legendario boliche montevideano Zum Zum, quien marcó varias décadas de la noche montevideana. Su planta de emisión se encuentra en la Torre El Gaucho, en el Centro de Montevideo
En 2020, Océano FM cambió a un formato totalmente musical. Tres años después regresó el programa periodístico En Perspectiva.

## Programación

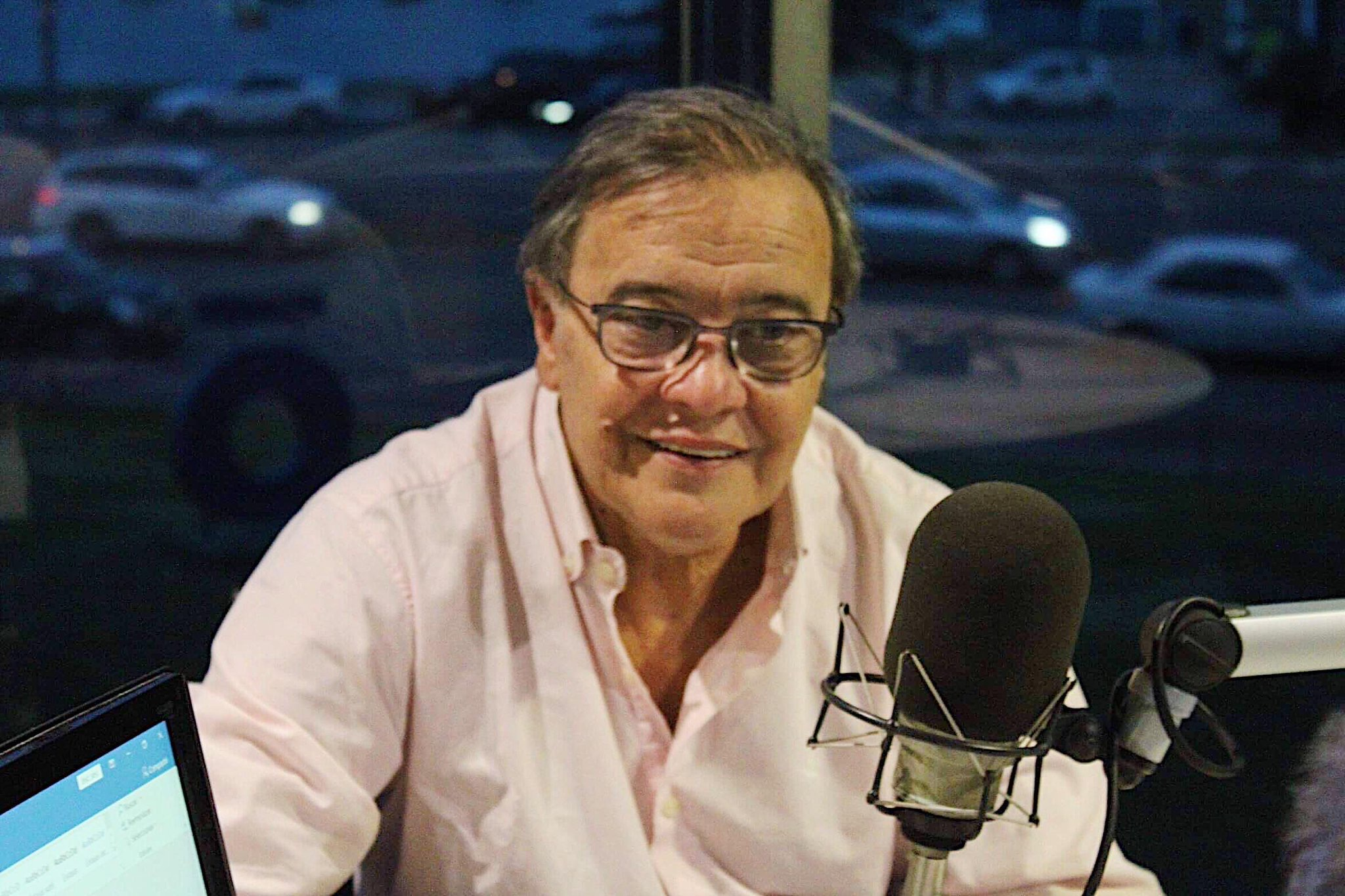
Jorge Traverso en los estudios de Océano.

Con el tiempo se fue consolidando por su programación generalista, periodística y de entretenimiento. En mayo de 2020 una reestructuración definió reemplazar toda su programación para convertirse en una emisora musical, con una fuerte inclinación hacia los oldies y la música anglo. En 2023 comenzó a retransmitir la edición central de Telemundo, informativo de Teledoce.

### Cambio de formato
En mayo de 2020 se dio a conocer que la emisora dejaría de emitir todas las propuestas de entretenimiento y periodísticas para convertirse en una radio musical, cancelando toda su grilla de programación, conformada hasta ese entonces con los formatos Todo pasa de Mariano López, De arriba un rayo (integrado por varios integrantes de la banda Trotsky Vengarán) y Abrepalabra, con Gustavo Rey. Quedando este último como encargado de programación de la emisora.
En una nota con la revista Galería, el director de la radio, Pablo Lecueder expreso que el cambio se debía a  un factor económico y de posicionamiento de la marca.